# Kanurennsport-Europameisterschaften 2010
Die Kanurennsport-Europameisterschaften 2010 fanden in Tresona in Spanien statt. Es waren die 22. Europameisterschaften, Ausrichter war der Europäische Kanuverband ECA.

## Ergebnisse
Insgesamt wurden Wettbewerbe in 24 Kategorien ausgetragen, davon 8 für Frauen.

### Herren

#### Kanadier
| Disziplin | Disziplin | Gold                                                                      | Leistung      | Silber                                                                             | Leistung      | Bronze                                                           | Leistung      |
| --------- | --------- | ------------------------------------------------------------------------- | ------------- | ---------------------------------------------------------------------------------- | ------------- | ---------------------------------------------------------------- | ------------- |
| C1        | 200 m     | Jevgenijus Šuklinas                                                       | 40,031 s      | Jurij Tscheban                                                                     | 40,305 s      | Iwan Alexandrowitsch Schtyl                                      | 40,334 s      |
| C1        | 500 m     | Dzianis Harazha                                                           | 1:48,259 min  | Mathieu Goubel                                                                     | 1:49,876 min  | Tomasz Wylenzek                                                  | 1:50,489 min  |
| C1        | 1000 m    | Sebastian Brendel                                                         | 3:59,106 min  | Mathieu Goubel                                                                     | 3:59,996 min  | Pál Sarudi                                                       | 4:00,786 min  |
| C1        | 5000 m    | Ronald Verch                                                              | 23:10,386 min | Jose Luis Bouza                                                                    | 23:18,546 min | Marián Ostrčil                                                   | 23:20,018 min |
| C2        | 200 m     | LitauenTomas Gadeikis Raimundas Labuckas                                  | 35,940 s      | RusslandIwan Schtyl Jewgeni Ignatow                                                | 36,322 s      | BelarusDzmitry Rabchanka Aliaksandr Vauchetski                   | 37,096 s      |
| C2        | 500 m     | RumänienAlexandru Dumitrescu Victor Mihalachi                             | 1:38,642 min  | AserbaidschanSergey Bezugliy Maksym Prokopenko                                     | 1:38,825 min  | BelarusAliaksandr Vauchetski Dzmitry Rabchanka                   | 1:39,017 min  |
| C2        | 1000 m    | AserbaidschanSergey Bezugliy Maksym Prokopenko                            | 3:34,115 min  | RusslandAlexei Korowaschkow Ilja Perwuchin                                         | 3:34,745 min  | RumänienAlexandru Dumitrescu Victor Mihalachi                    | 3:34,930 min  |
| C4        | 1000 m    | RusslandPawel Petrow Kirill Schamschurin Alexander Kostoglod Maxim Opalew | 3:17,363 min  | BelarusDzmitry Vaitsishkin Dzmitry Rabchanka Dzianis Harazha Aliaksandr Vauchetski | 3:18,438 min  | DeutschlandTomasz Wylenzek Chris Wend Erik Rebstock Ronald Verch | 3:19,084 min  |

#### Kajak
| Disziplin | Disziplin  | Gold                                                              | Leistung      | Silber                                                        | Leistung      | Bronze                                                     | Leistung      |
| --------- | ---------- | ----------------------------------------------------------------- | ------------- | ------------------------------------------------------------- | ------------- | ---------------------------------------------------------- | ------------- |
| K1        | 200 Meter  | Ed McKeever                                                       | 35,580 s      | Ronald Rauhe                                                  | 35,747 s      | Piotr Siemionowski                                         | 36,127 s      |
| K1        | 500 Meter  | Tamás Szalai                                                      | 1:38,072 min  | Anders Gustafsson                                             | 1:38,881 min  | Max Hoff                                                   | 1:39,062 min  |
| K1        | 1000 Meter | Max Hoff                                                          | 3:33,018 min  | Aleh Jurenja                                                  | 3:34,148 min  | René Holten Poulsen                                        | 3:35,228 min  |
| K1        | 5000 Meter | Aleh Jurenja                                                      | 19:55,607 min | Max Hoff                                                      | 19:58,904 min | Ilya Medvedev                                              | 20:16,564 min |
| K2        | 200 Meter  | Vereinigtes KönigreichLiam Heath Jon Schofield                    | 31,872 s      | SpanienSaúl Craviotto Carlos Pérez                            | 31,910 s      | UngarnRudolf Dombi István Beé                              | 32,202 s      |
| K2        | 500 Meter  | BelarusWadsim Machneu Raman Petruschenka                          | 1:28,818 min  | SpanienSaúl Craviotto Carlos Pérez                            | 1:29,258 min  | PortugalFernando Pimenta Emanuel Silva                     | 1:29,658 min  |
| K2        | 1000 Meter | DeutschlandAndreas Ihle Martin Hollstein                          | 3:11,283 min  | UngarnZoltán Kammerer Ákos Vereckei                           | 3:12,198 min  | SpanienDiego Cosgaya Noriega Emilio Merchán Alonso         | 3:13,843 min  |
| K4        | 1000 Meter | DeutschlandNorman Bröckl Marcus Groß Tim Wieskötter Hendrik Bertz | 2:54,016 min  | UngarnTamás Szalai Rudolf Dombi Gergely Hadvina Roland Kökény | 2:54,961 min  | TschechienOndřej Horský Jan Souček Daniel Havel Sterba Jan | 2:55,316 min  |

### Frauen

#### Kajak
| Disziplin | Disziplin  | Gold                                                                         | Leistung      | Silber                                                         | Leistung      | Bronze                                                             | Leistung      |
| --------- | ---------- | ---------------------------------------------------------------------------- | ------------- | -------------------------------------------------------------- | ------------- | ------------------------------------------------------------------ | ------------- |
| K1        | 200 Meter  | Natasa Janics                                                                | 140,405 s     | Marta Walczykiewicz                                            | 40,505 s      | Teresa Portela                                                     | 40,591 s      |
| K1        | 500 Meter  | Danuta Kozák                                                                 | 1:49,010 min  | Katrin Wagner-Augustin                                         | 1:49,250 min  | Rachel Cawthorn                                                    | 1:49,564 min  |
| K1        | 1000 Meter | Rachel Cawthorn                                                              | 3:58,346 min  | Franziska Weber                                                | 4:00,806 min  | Beata Mikołajczyk                                                  | 4:01,276 min  |
| K1        | 5000 Meter | Lani Belcher                                                                 | 22:22,457 min | Tamara Csipes                                                  | 22:29,359 min | Maryna Litwintschuk                                                | 22:33,297 min |
| K2        | 200 Meter  | UngarnNatasa Janics Katalin Kovács                                           | 37,668 s      | SlowakeiIvana Kmeťová Martina Kohlová                          | 38,059 s      | DeutschlandFanny Fischer Carolin Leonhardt                         | 38,090 s      |
| K2        | 500 Meter  | UngarnNatasa Janics Katalin Kovács                                           | 1:39,627 min  | RusslandAnastasia Sergeeva Juliana Salachowa                   | 1:40,190 min  | PolenEwelina Wojnarowska Marta Walczykiewicz                       | 1:41,678 min  |
| K2        | 1000 Meter | UngarnGabriella Szabó Tamara Csipes                                          | 3:34,659 min  | RusslandAnastasia Sergeeva Juliana Salachowa                   | 3:36,254 min  | DeutschlandCarolin Leonhardt Tina Dietze                           | 3:38,769 min  |
| K4        | 500 Meter  | DeutschlandNicole Reinhardt Katrin Wagner-Augustin Tina Dietze Fanny Fischer | 1:30.719 min  | UngarnGabriella Szabó Dalma Benedek Tamara Csipes Danuta Kozák | 1:30,805 min  | SpanienTeresa Portela Jana Šmidáková Beatriz Manchón Sonia Molanes | 1:32,914 min  |

## Medaillenspiegel
| Platz  | Land                   | Gold | Silber | Bronze | Gesamt |
| ------ | ---------------------- | ---- | ------ | ------ | ------ |
| 1      | Deutschland            | 6    | 4      | 5      | 15     |
| 2      | Ungarn                 | 6    | 4      | 2      | 12     |
| 3      | Vereinigtes Königreich | 4    | 0      | 1      | 5      |
| 4      | Belarus                | 3    | 2      | 3      | 8      |
| 5      | Litauen                | 2    | 0      | 0      | 2      |
| 6      | Russland               | 1    | 4      | 2      | 7      |
| 7      | Aserbaidschan          | 1    | 1      | 0      | 2      |
| 8      | Rumänien               | 1    | 0      | 1      | 2      |
| 9      | Spanien                | 0    | 3      | 3      | 6      |
| 10     | Frankreich             | 0    | 2      | 0      | 2      |
| 11     | Polen                  | 0    | 1      | 3      | 4      |
| 12     | Slowakei               | 0    | 1      | 1      | 2      |
| 13     | Schweden               | 0    | 1      | 0      | 1      |
| 13     | Ukraine                | 0    | 1      | 0      | 1      |
| 15     | Tschechien             | 0    | 0      | 1      | 1      |
| 15     | Dänemark               | 0    | 0      | 1      | 1      |
| 15     | Portugal               | 0    | 0      | 1      | 1      |
| Gesamt |                        | 24   | 24     | 24     | 72     |